# Fátimidák
A Fátimida-dinasztia, (arabul الفاطميون, al-Fátimijjún, szó szerint fátimidák) síita, iszmáilita uralkodóház volt, amely Mohamed próféta lányától, Fátimától eredeztette magát. A dinasztia hatalmának csúcsán Magreb, Egyiptom és a Levante különböző területeit uralta. Uralma 910. január 5-étől és 1171-ig állt fenn. A fátimida szót különböző nyelvekben a kalifátus alattvalóira is alkalmazzák.
Az uralkodóház Ifríkijában, a mai Tunézia területén emelkedett fel, azonban miután 969-ben elfoglalták Egyiptomot, birodalmuk centrumterületévé a Nílus-menti országot tették és itt alapították meg új fővárosukat, Kairót. Egyiptom megszerzése után a birodalom gyorsan fejlődött: hatalma csúcsán a kor leggazdagabb államalakulatai közé tartozott és magába foglalta egész Észak-Afrikát, Szicíliát, Palesztinát, Szíriát, Afrika vörös-tengeri partvidékét, Jement és a mai Szaúd-Arábia Hidzsáz régióját. Az uralkodócsalád és az elit a síita iszlám iszmáilita ágát vallotta. Történelmét általános vallásbéke jellemzi annak ellenére, hogy szinte kizárólag szunnita muszlim többségű területeket uralt. Egyiptom szunnita és kopt keresztény lakossága a felé tanúsított tolerancia miatt gyorsan elfogadta a külföldről jött dinasztia hatalmát. 
A dinasztia uralkodói a szunnita Abbászidák ellenében a kalifa és az imám címeket viselték és a síita dinasztiák közül egyedüliként képesek voltak megszerezni a vallási főhatalmat gyakorlatilag az egész iszlám felett. Egyes kalifák még ennél is tovább mentek és magukat egyenesen mahdinak, azaz megváltónak nevezték.

## A dinasztia felemelkedése
A Fátimidák eredete ma is viták tárgyát képezi. Feltételezések szerint a 9. század végén a síita iszmaelita mozgalomban tűntek fel Dél-Irakban (Huzisztán). A Fátimidák úgy tartották, hogy az uralkodójuk, a mindenkori imám a Próféta lányától, Fátimától származik, és hittek a rejtőzködő imámban (al-Mahdi), aki letaszítja majd a trónbitorló abbászida kalifát és megteremti a muszlimok egységét. A dinasztiát 909-ben alapította Abdullah al-Mahdi Billa, aki a Prófétától származtatta családját: Mohamed lányától Fátima az-Zahrától (illetve férjétől, a negyedik kalifától, egyben az első síita imámtól, Ali ibn Abi Tálibtól). Innen ered a dinasztia neve.
Mivel ezekért a tanokért a szunnita Abbászidák üldözték őket, Dél-Irakból a szíriai Szalamíjjába menekültek, és ott térítettek. Ubaddialláh, a Fátimidák vezetője a monda szerint elküldte Abú-Abdalláh as Síi misszionáriust az ifríkijai Aglabida Birodalomba, aki a hegyi pásztorok és parasztok csapataival 909-ben megszállta Kairuánt, és letaszította az aglabida uralkodót a trónról. Ubaddialláh Abú-Abdalláh után Ifríkijába ment, és itt alapította meg a Fátimidák dinasztiáját 910-ben. Fővárosuk akkor még a Kairuán melletti al-Mahdíja volt. Abú-Abdalláh as Síi eltávolításával Ubaddialláh kalifának kiáltotta ki magát. Ekkor fordult elő először, hogy a kalifátusi egység megbomlott, és ellenkalifátus alakult az iszlám világban. Dinasztiájuk színének a fehéret választották, szemben az Abbászidák feketéjével.
Abdullah al-Mahdi gyorsan kiterjesztette uralmát a középső Magrebre (a mai Marokkó, Algéria, Tunézia és Líbia). A mai Tunézia területén új fővárost építtetett, Mahdiát.
A fátimidák 969-ben hódították meg Egyiptomot, ledöntve a trónról a rövid életű Ihsídida-dinasztiát. Új fővárost alapítottak al-Káhira néven (Kairó). A név jelentése „a Győzedelmes”, utalás a Mars bolygó megjelenésére. A dinasztia ezután lendületesen folytatta a terjeszkedést a Földközi-tenger térségében.
A fátimida kalifa eredetileg a ketama berber törzsre támaszkodva alakította ki hatalmi centrumát, eredményes adópolitikával megtöltötte a kincstárat, ám szövetségeseit nem volt képes meggyőzni a síia eszméinek. A ketamák elégedetlenségét kihasználva a rivális háridzsita berber törzs, Abú Jazíd („a szamaras ember”) vezetésével a lázadók 943/944-ben már komoly fenyegetést jelentettek  Iszmail al-Manszúr (946-953) kalifa kormányzására, ám  947-ben a kalifa csapatai úrrá lettek a felkelésen. Ez a győzelem megszilárdította a Fátimidák hatalmát és valójában ez tette lehetővé Algéria, Tunézia és Líbia meghódítását.
967-ben a Bizánci Birodalommal is kiegyeztek és a kelet-római császárral, Niképhoros Phokasszal békeszerződést írtak alá.
Al-Muizz kalifa (953–975) uralkodása alatt a szláv származású Dzsahuár csapatai 969-re eljutottak a Nílus völgyébe, ahol hamarosan kialakították a Fátimida Birodalom hatalmi központját. Dzsahuár Fusztát közelében új várost épített, és „A győzedelmes”-nek (al-Káhira =Kairó) nevezte el. 973-tól, amikor al-Muizz áthelyezte székhelyét Egyiptomba, ez lett a birodalom fővárosa. 970-ben Mekka és Medina elismerte a Fátimida fennhatóságot, és hatalmukat Jemenre is kiterjesztették. Ezt követően Abd al-Aziz kalifa (971–996) Észak-Mezopotámiáig hatolt be az Abbászidák területére. Dzsauhár még toleráns magatartást tanúsított a keresztényekkel, szunnitákkal és zsidókkal szemben, de  Al-Hakim (996-1021) uralkodásával ez a magatartás megszűnt, mert ő üldözte a zsidókat és a keresztényeket is.

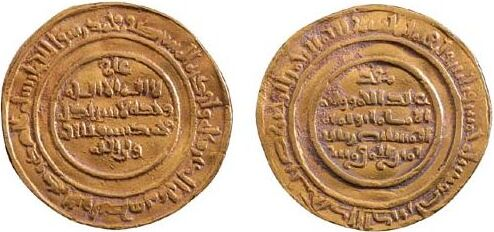
Dénárok a fátimida korszakból, al-Musztanszir (1036–1094) uralkodásának idejéből

A Fátimidák berber segítőiket fokozatosan török, arameus és afrikai rabszolgákra cserélték, akiknek egyre nagyobb befolyásuk lett az udvaron belül. Az elpártolni igyekvő afrikai provinciák ellen két beduin törzset (Banú Hilál és Banú Szulejmán) küldték birodalmuk egységének helyreállítására. A beduinok véres bosszúhadjáratukban elüldözték földjükről a gazdálkodó parasztokat, tönkretették az öntözőberendezéseket. Ezzel utat nyitottak a sivatag terjeszkedésének, amely jelenleg is elválasztja a Magreb államokat a Nílus völgyétől.
1073-ban Kairóban az örmény származású Badr al-Dzsamáli hadat üzent az emírek uralmának, majd győzelme után nagymértékben kedvezett az örmény származású főuraknak. Al-Dzsamáli és főúri köre nem törődve az iszmaelita tanokat meghatározó és befolyásoló öröklési renddel, különböző származású kalifákat ültettek a fátimida trónra, amely az iszmaelita egységet megbontotta (1094). Az iráni és szíriai iszmaeliták elfordultak az egyiptomi al-Muszta Ali kalifától, és az úgynevezett asszaszinok szektájában egyesültek.
Adminisztrációjukra a térség más államaitól eltérően az örökletes tisztviselői pozíciók elutasítása és a vallási tolerancia volt a jellemző. Az iszlámnak az uralkodóktól eltérő ágaihoz tartozók, mint a szunniták ugyanúgy hivatalhoz juthattak, mint a síiták, sőt keresztények és zsidók is kerülhettek magas állami hivatalokba. A kivétel ez alól "az őrült kalifa", al-Hákim bi-Amr Alláh uralkodása volt.

## Hanyatlás és bukás

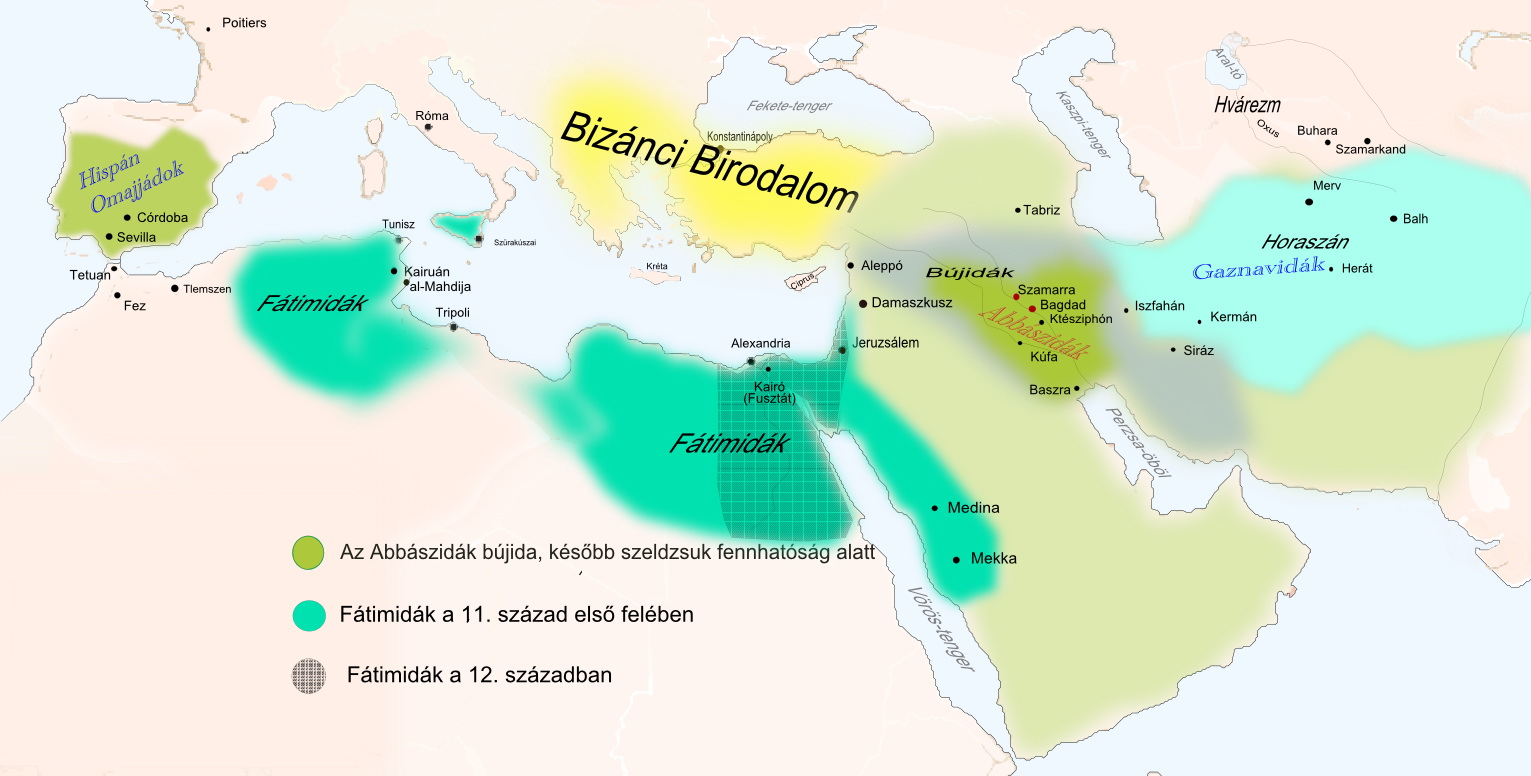
A Fátimida kalifátus a 11-12. században

Közigazgatási apparátusukat nagy mértékben építették a nem muszlim hivatalnokokra. Ezt a hagyományt csak egyetlen uralkodójuk, al-Hakim (996–1021) szigorú törvényeivel törte meg, aki önmagát Isten eszméinek tökéletes megtestesítőjének tartotta. Ezt az eszmét két perzsa származású térítő, Hamza és ad-Darazi is támogatta, és hirdette, hogy al-Hakim Allah reinkarnációja. Ezekhez a tanokhoz egy dél-szíriai helyi nép is csatlakozott, akik duruzoknak (drúzok) nevezték magukat. Al-Hakimot valószínűleg a testőrsége gyilkolta meg, és hívei azóta is a visszatérésére várnak.
Az 1040-es években Észak-Afrika kormányzói, a Zíridák kikiáltották függetlenségüket és áttértek az „ortodox” szunnita iszlám hitre. A szakítás vezetett a fátimidák feltüzelte Banú Hilál törzsek pusztító észak-afrikai inváziójához. al-Musztanszir (1036–1094) kalifaként való elismerése képezte a Fátimidák uralmának tetőpontját.  1058-ban Al-Musztanszir kalifának (1036–1094) az abbászida kalifa elüldözése mellett átmenetileg még Bagdadot is sikerült elfoglalni, azonban ezek a harci cselekmények azzal jártak, hogy a határ menti településeik ellenőrzés nélkül maradtak.  1070 után Egyiptomon kívül már csak alig több, mint a Levante maradt a fátimidák ellenőrzése alatt. 1070 után  Palesztinában megjelentek a keresztesek. A fátimidáknak végül csak Egyiptom maradt. Al-Musztanszir az örmény származású Badr al-Dzsamáli segítségét kérte, aki korábban Szíria és Palesztina kormányzójává kiáltotta ki magát. A reformoknak köszönhetően egy időre ismét gyarapodott Egyiptom.
1076-ban végleg elvesztették Szíriát, amikor szíriai birtokaikat a török invázió szakította el.  Ekkor jelentek meg a Közép-Ázsia felől terjeszkedő szeldzsuk török csapatok, akik miután az abbászida kalifát megfosztották maradék hatalmi pozíciójától (a bújidákat elüldözve védelmezőjeként léptek fel, gyakorlatilag azonban gyámság alá helyezték) elfoglalták Jeruzsálemet, majd öt évvel később Damaszkuszt is. Ez a folyamat a keresztesek nagy arányú aktivitását vonta maga után.
Miután a fátimidák politikai rendszere az 1160-as évek végétől összeomlott, 1169-ben a szeldzsuk török Zengida-dinasztiából származó Núr ad-Dín szíriai uralkodó hadvezére, a Jeruzsálemért vívott harcok kiemelkedő alakja a kurd származású Szaladin elfoglalta Egyiptomot is, majd megalapította saját uralkodó dinasztiáját, a szunnita Ajjúbida-dinasztiát. Ezzel megdőlt a Fátimida Kalifátus, és 1171-ben az Abbászidák mint formális kalifátus visszakerült a hatalom centrumába.

## Kultúra
A fátimida korszak kulturális szempontból az arab történelem egyik legfényesebb időszaka volt. Ekkor épült fel (971) az al-Azhar mecset is, amely al-Aziz uralkodása alatt a síita hittérítők legfontosabb képzési intézménye volt. Rendkívül fejlett kézműipart alakítottak ki, amelyek termékei ajándéktárgyakként nyugat-európai kolostorokba is eljutottak. A Túlúnidák örökségét hamarosan nemcsak Észak-Afrikában, hanem Szicíliában, Dél-Itáliában is átvették. Ezek a tartományok mintegy 1061-ig fátimida provinciák maradtak. Bár az iszlám síita megközelítésére nem jellemző, a Fátimidák rendkívüli vallási türelemmel voltak a helyi lakossághoz, vallási felekezetekhez.

## Uralkodók
| Uralkodó       | Születési idő       | Halálozási idő        | Élethossz | Uralkodási idő      | Uralkodási évek | Megjegyzés                                                    |
| -------------- | ------------------- | --------------------- | --------- | ------------------- | --------------- | ------------------------------------------------------------- |
| al-Mahdi       | 873                 | 934. március 4.       | 61 év     | kalifa: 909 – 934   | 25 év           | Csak Marokkó, Algéria, Tunézia és Líbia területén uralkodott. |
| al-Káim        | 893 áprilisa        | 946. május 17.        | 53 év     | kalifa: 934 – 946   | 12 év           | Csak Marokkó, Algéria, Tunézia és Líbia területén uralkodott. |
| al-Manszúr     | 913                 | 953. március 19.      | 40 év     | kalifa: 946 – 953   | 7 év            | Csak Marokkó, Algéria, Tunézia és Líbia területén uralkodott. |
| al-Muizz       | 931. szeptember 26. | 975. december 19.     | 44 év     | kalifa: 953 – 975   | 22 év           | Csak 969-ben hódította meg Egyiptomot.                        |
| al-Azíz        | 955. május 10.      | 996. október 14.      | 41 év     | kalifa: 975 – 996   | 21 év           |                                                               |
| al-Hákim       | 985. augusztus 13.  | 1021. február 13. (?) | 35 év (?) | kalifa: 996 – 1021  | 25 év           |                                                               |
| az-Záhir       | 1005. június 20.    | 1036. június 13.      | 30 év     | kalifa: 1021 – 1036 | 15 év           |                                                               |
| al-Musztanszir | 1029. július 2.     | 1094. január 10.      | 64 év     | kalifa: 1036 – 1094 | 58 év           |                                                               |
| al-Musztaali   | 1076. augusztus 24. | 1101. december 10.    | 25 év     | kalifa: 1094 – 1101 | 7 év            |                                                               |
| al-Ámir        | 1096. december 31.  | 1130. október 8.      | 33 év     | kalifa: 1101 – 1130 | 29 év           |                                                               |
| al-Háfiz       | 1074 szeptembere    | 1149. október 10.     | 75 év     | kalifa: 1130 – 1149 | 19 év           |                                                               |
| az-Záfir       | 1133. február 23.   | 1154. április 15.     | 21 év     | kalifa: 1149 – 1154 | 5 év            |                                                               |
| al-Fáiz        | 1149. május 31.     | 1160. július 23.      | 11 év     | kalifa: 1154 – 1160 | 6 év            |                                                               |
| al-Ádid        | 1151. május 16.     | 1171. szeptember 13.  | 20 év     | kalifa: 1160 – 1171 | 11 év           |                                                               |